# 小行星7781
小行星7781（英語：7781 Townsend）是一颗围绕太阳公转的小行星。1993年8月19日，埃莉諾·赫琳在帕洛马山发现了此天体。
这颗小行星的绝对星等为336.87202等。